# Hannes Wagnstedt
Hannes Oskar Wagnstedt, född 1 december 1906 i Malå i Västerbotten, död 1980, var en svensk folkskollärare målare och grafiker boende och verksam i Skellefteå med omnejd. 
Han var gift med |folkskolläraren Dagmar Margareta Arvidsson. Efter att han avlagt folkskollärarexamen arbetade han i flera år som folkskollärare i Skellefteå. Wagnstedt bedrev sina konstnärliga studier vid Otte Skölds målarskola i Stockholm 1936–1938 och för Othon Friesz och André Lhote i Paris 1939. Som konstnär var han mycket mångsidig och arbetade med bland annat måleri, litografi, mosaik, glasmålning och järnsmide. Hans verk utgörs ofta av norrländska motiv fångade i starka färger. 
Separat ställde han bland annat u på Gummesons konsthall och i Skellefteå, Luleå, Arvika, Lund, Trollhättan och Boliden. Tillsammans med Harry Sandberg ställde han ut i Skellefteå 1936 och tillsammans med Katherine Winbergh ställde han ut i Vännäs 1958. Han var representerad i utställningen Norrland i konsten som visades i Skellefteå 1945 och Norrland-nutid-framtid som visades på Nordiska museet i Stockholm 1948 samt i flera av Folkrörelsen för bildande konst och Västerbottens läns konstförenings vandringsutställningar. 
Wagnstedts till formatet största verk var den monumentala väggutsmyckningen Guldstaden i Avenytunneln vid Torget i Skellefteå med lokala motiv i klinkers från Höganäs AB. Ursprungligen var den 30 meter lång och vägde närmare 30 ton, men är nu delad i två och flyttad till Rönnskär och Skellefteå flygplats.
Wagnstedt redigerade även en bok om byn Bäck samt skrev en historik över Skelleftebygdens konstförening vid dess 25-årsjubileum 1970. Wagnstedt ansvarade även för den grundläggande utbildningen av bildkonstnären och tecknaren Björn O Wilde (1933-2008).
Wagnstedts är representerad vid bland annat Västerbottens museum, Norrbottens museum, Nationalmuseum i Stockholm och Musée des Beaux-Arts i Pau. 

## Verk i urval
- Från forntid, för nutid, för framtid fönster, blästrat glas 1956. Skellefteå landskommuns hus, nuvarande Västerbottensteatern.[5]
- Folket kring älven, olja på pannå 1944. Folkets hus, Skelleftehamn.[5]
- Guldstaden, väggutsmyckning, klinkers 1961 (ursprungligen Avenyhuset Skellefteå, numera Skellefteå flygplats och Forum Museum Rönnskär).[5]
- I Västerbottens skog, gallerverk, järnsmide 1962. Sörböleskolan, Skellefteå.[5]
- Thalatta, Småfisk, väggutsmyckning, mosiak 1968. Badhuset, Byske.[5]
- Skellefteortens industri, gallerverk, kopparsmide 1969. Folkets hus, Skelleftehamn.[5]